# Обстріли Чернігова та області (з 2022)
Обстріли Чернігова почались після початку російського вторгнення в Україну 24 лютого 2022 року. Є частиною Битви за Чернігів; продовжувались і після деблокади міста від російських військ.

## Узагальнення
За період з 24 лютого 2022 року по 24 червня 2024 року (852 дні) щонайменше ймовірно скоєні міжнародні злочини:
| Людськи втрати чи порушенням прав серед цивільного населення | Людськи втрати чи порушенням прав серед цивільного населення |
| ------------------------------------------------------------ | ------------------------------------------------------------ |
| Загибель людини                                              | 610                                                          |
| Поранення людини                                             | 744                                                          |
| Порушення прав                                               | 667                                                          |
| Зникнення людини                                             | 52                                                           |
| Зґвалтування                                                 | 3                                                            |
| Усього                                                       | 2076                                                         |

| Об'єкти цивільної інфраструктури                                         | Об'єкти цивільної інфраструктури |
| ------------------------------------------------------------------------ | -------------------------------- |
| Об'єкти підприємницької діяльності та комерційно-виробничого призначення | 339                              |
| Будівлі житлово-побутового призначення                                   | 4563                             |
| Будівлі лікувально-оздоровчого закладу                                   | 50                               |
| Об'єкти культурно-розважального закладу                                  | 21                               |
| Будівлі освітньо-виховного закладу                                       | 121                              |
| Будівля державної установи                                               | 61                               |
| Об'єкти транспортної інфраструктури                                      | 29                               |
| Господарчі угіддя, ліси                                                  | 407                              |
| Будівлі культового призначення                                           | 26                               |
| Об'єкти інфраструктури життєзабезпечення                                 | 101                              |
| Історичні пам'ятки                                                       | 25                               |
| Мости                                                                    | 24                               |
| Транспортні засоби (автомобіль, судно)                                   | 653                              |
| Гуманітарний конвой                                                      | 1                                |
| Загалом об'єктів                                                         | 6420                             |

| Подія                                                                                   | Епізодів |
| --------------------------------------------------------------------------------------- | -------- |
| Артилерійський обстріл (бомбардування)                                                  | 3125     |
| Авіаудар                                                                                | 311      |
| Ракетний удар                                                                           | 75       |
| Касетні засоби ураження                                                                 | 20       |
| Удари безпілотними апаратами , безпілотними літальними апаратами та квадрокоптерами     |          |
| Обстріл зі стрілецької зброї                                                            | 178      |
| Ушкодження транспортним засобом                                                         | 29       |
| Вибуховий пристрій                                                                      | 117      |
| Катування (тортури), нелюдське поводження                                               | 62       |
| Незаконне позбавлення волі                                                              | 100      |
| Привласнення майна цивільних осіб                                                       | 153      |
| Напад на склад гуманітарної допомоги, гуманітарний конвой, гуманітарну місію чи коридор | 5        |
| Використання цивільного населення як щита                                               | 38       |
| Взяття заручників                                                                       | 7        |
| Захоплення цивільної будівлі                                                            | 34       |
| Інше                                                                                    | 31       |

## Перебіг подій (2022)
Після виведення російських військ з півночі України Чернігів та деякі інші міста області продовжувались піддаватись ракетним, артилерійським і мінометним обстрілам. Також були жертви серед цивільного населення, яке підривалось на встановлених росіянами мінах.

### Березень

#### 2 березня
Обстріл крилатими ракетами Центральної районної лікарні в Чернігові[джерело?]

#### 11 березня
Відбулось бомбардування стадіону ім. Гагаріна у Чернігові[джерело?]

### Квітень

#### 8 квітня
У Чернігівській області збили російську ракету «Точка-У», яку запустили російські військові з території Білорусі.

#### 9 квітня
Через російські обстріли було обмежено рух єдиним пішохідним мостом через Десну.

#### 11 квітня
На автодорозі Чернігів-Київ у селі Красне на Чернігівщині на протитанковій міні підірвався легковий цивільний автомобіль, який з'їхав на узбіччя, водій загинув.

#### 13 квітня

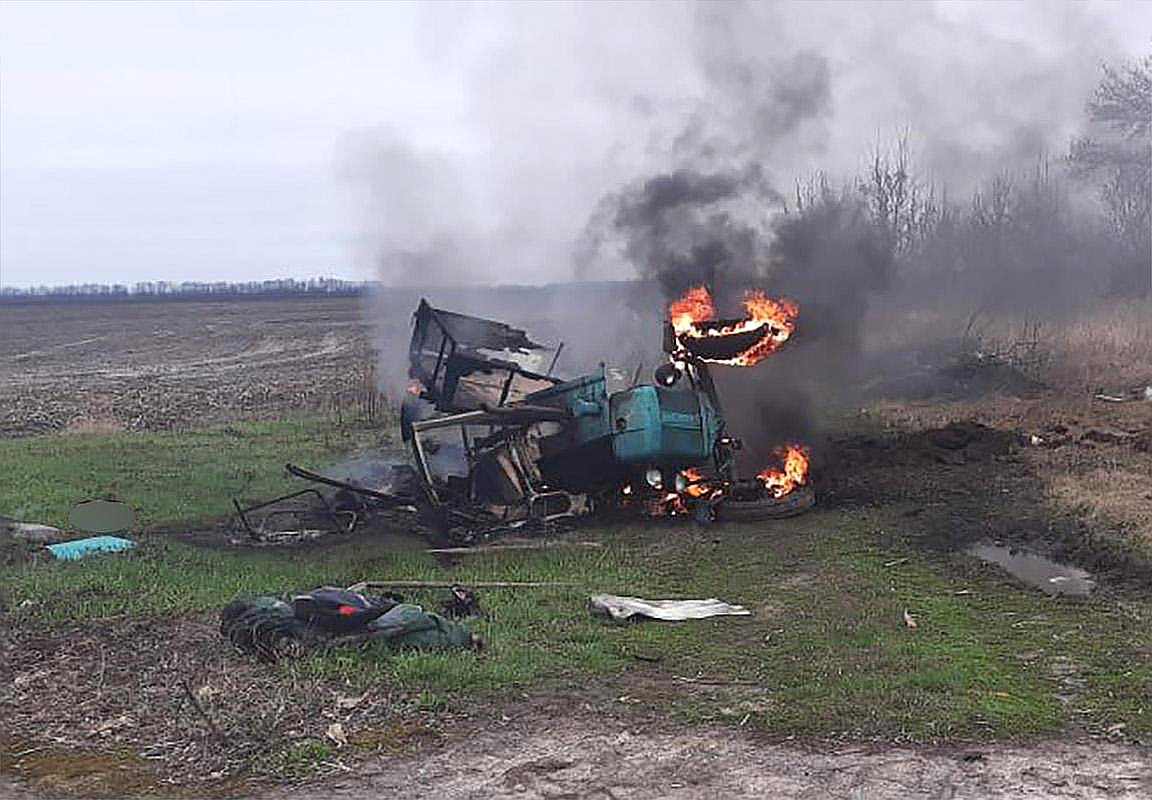
Трактор, що підірвався біля села Нова Басань

Поблизу села Нова Басань Ніжинського району на протитанковій міні підірвався тракторист на тракторі з причепом.
Російські військові відкрили вогонь з гранатометів та стрілецької зброї у бік прикордонного пункту на Чернігівщині.

#### 14 квітня
В районі Городні російські військові поцілили у приватний будинок, попередньо, з ракетного комплексу «Точка-У».

#### 15 квітня
О 08:25 та о 09:00 з території РФ — мінометний обстріл місцевості, прилеглої до державного кордону України в районі населеного пункту Сеньківка та вдень мінометний обстріл 122-мм та 82-мм калібром.

#### 21 квітня

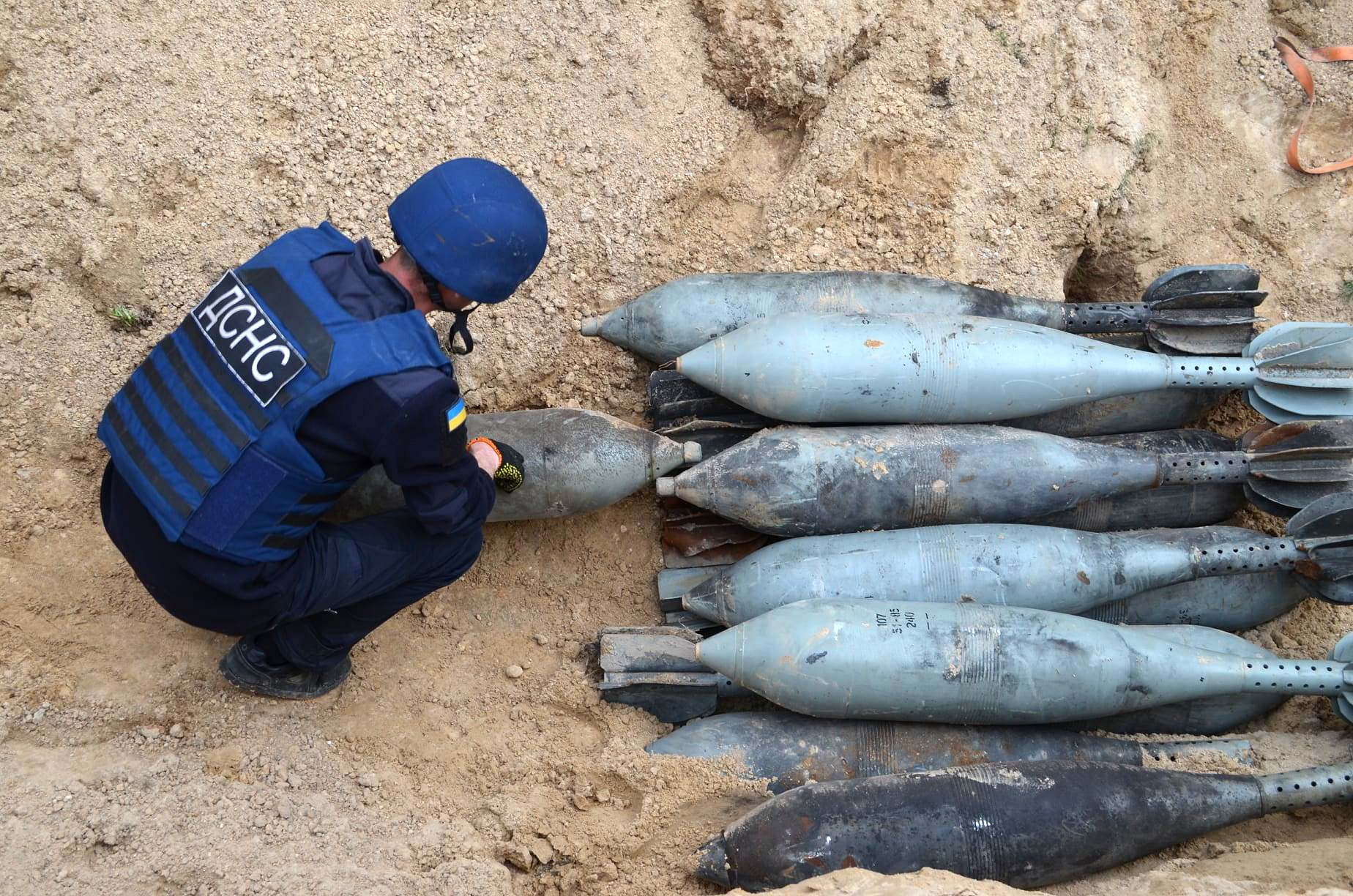
Міни калібру 240 мм для самохідного міномета «Тюльпан», зібрані для знищення поблизу Чернігова

Укрзалізниця відновила рух електропоїздів на Чернігівщині та Сумщині.

#### 22 квітня
Біля села Сеньківка російські військові обстріляли позиції прикордонників у Чернігівській області.

#### 28 квітня
Обстріл з території РФ російськими військовими в районі українського пункту пропуску «Сеньківка»: близько 15 пострілів з автоматичного гранатомета. Вдень обстріл повторився з міномета та гранатомета.
Біля 19:00 обстріл в бік населеного пункту Сеньківка Чернігівської області з міномета (12) та АСГу (10). Ніхто не постраждав.
.

#### 30 квітня
Російська армія здійснила 40 пострілів з мінометів 120-мм калібру, ніхто з прикордонників не постраждав.

### Травень

#### 7—8 травня
Прикордонну територію Шосткинського району Сумщини, а також сусіднього району на Чернігівщині обстріляли ракетами.

#### 10 травня
Увечері російські війська обстріляли авіацією і мінометами суміжні з Росією райони Сумської та Чернігівської області.

#### 11 травня
О 6 ранку — мінометний обстріл Чернігівщини з території РФ.

#### 12 травня
Вночі по місту Новгород-Сіверський російські військові завдали декількох авіаударів по критичній інфраструктурі, школам, приватним будинкам. Є загиблі та поранені.

#### 14—15 травня
Російські солдати обстріляли прикордонні населені пункти на Чернігівщині, випущено понад 30 снарядів по прикордонному пункту Миколаївка.

#### 17 травня
Зранку росіяни завдали ракетних авіаударів по селищу Десна Чернігівської області. Загинуло 87 людей багато поранених.

#### 18 травня
Обстріл близько 13 години дня, другий обстріл о 16:00 села Грем‘яч.

#### 20 травня
Уранці російські військові відкрили вогонь по Сеньківці з мінометів 120-го калібру. Також 19 травня був, імовірно, мінометний обстріл Грем'яча.

#### 21 травня
Обстріл Миколаївки (6) та Грем'яча (9), попередньо зі 120-мм міномету.

#### 22 травня
Близько 15:45 російські військові обстріли з території РФ, ймовірно, з АГС (автоматичний гранатомет зі станком) район населеного пункту Сеньківка. Близько 23:40—23:50 обстріл з території Російської Федерації в напрямку населеного пункту Грем‘яч. Обстріл вівся, попередньо, з міномета 120-го калібру. Близько опівночі, ймовірно, з міномета калібру 120-мм обстріл району населеного пункту Нововасилівка.

#### 25 травня
Військові РФ обстріляли з мінометів калібру 120-мм та ствольної артилерії райони населених пунктів Бачівськ і Краснопілля Сумської області та населеного пункту Заріччя Чернігівської області.

#### 29 травня
Близько 12:43 обстріл росіянами в районі Семенівки.

### Червень

#### 2 червня
Армія РФ обстріляла прикордоння Чернігівщини в районі Михальчина Слобода: 11:45—12:15 — 12 вибухів, 13:30—13:45 — 10 вибухів, попередньо, з міномета калібру 120 мм.

#### 3 червня
З території РФ російські загарбники обстріляли прикордоння Чернігівщини з артилерії та мінометів — з 04:42 до 05:15 на напрямку Кам'янська Слобода понад 40 вибухів з артилерії калібру 152 мм та міномету калібру 120 мм.

#### 6 червня
З боку російського села Чорноземний Городок ворог обстріляв ділянку біля кордону у Городнянському районі Чернігівщини мінами калібру 120 мм.

#### 8 червня
Близько 13:00 російське військо обстріляло прикордонне село Гірськ Чернігівської області із території російського села Нові Юрковичі. Попередньо обстріли велися з артилерії.

#### 10 червня
За повідомленням В'ячеслава Чауса, близько 9 ранку ворог обстріляв село Грем'яч із боку Случовська (РФ), ймовірно з міномета калібром 120 мм.

#### 12 червня
Російська армія обстріляла цивільну інфраструктуру в населеному пункті Хрінівка Чернігівської області.

#### 13 червня
Російські військові нанесли ракетний удар по місту Прилуки Чернігівської області. Зафіксовано «прильоти» 3 ракет.

#### 17 червня
Росіяни обстрілювали Чернігівщину 122-мм снарядами системи «Град» з пропагандистськими листівками всередині, які були призначені мешканцям Чеченської республіки з наступним текстом: «Громадяни Чеченської Республіки! Вас намагаються залучити до збройного протистояння з федеральними військами. Вас намагаються змусити захищати чужі інтереси. Інтереси місцевих магнатів, керівників банд терористів, грабіжників та вбивць, політичних авантюристів усіх мастей.
Басаєв, Хаттаб, Удугов та ряд інших заробляють свої брудні гроші на вашій крові. Їхні дні пораховані. Багато хто з них уже втік із Чечні, не чекаючи справедливої відплати. …». «Чи переплутали, чи просто не заморочуються. Але ці листівки висипались на голови українців», — перший заступник очільника МВС України Є. Єнін прокоментував ситуацію.

#### 20 червня
Росіяни розгорнули ракетні війська в Брянській області, що межує з Чернігівщиною та Сумщиною — зенітний ракетний дивізіон ЗРК С-300В4.

#### 23 червня
Близько 17:15—17:25 у районі населеного пункту Грем'яч на Чернігівщині зафіксовано чотири вибухи, ймовірно з міномета калібру 80 мм та близько 40 пострілів з АГС. О 17:28 зафіксовано 20 вибухів («приходів»), ймовірно міномет 120 мм у напрямку населеного пункту Бучки.

#### 24 червня
Вночі росіяни обстріляли прикордоння Чернігівщини 25 разів (попередньо з міномета): біля Сеньківки 5 вибухів в районі перехрестя доріг, що на напрямку Нові Юрковичі (РФ) — Гірськ, також росіяни накрили мінометним вогнем Семенівську громаду в районі села Янжулівки — пролунало 20 вибухів.

#### 25 червня
Російські військові завдали авіаційного масованого ракетного удару по Київській, Чернігівській та Житомирській областях. Перший обстріл з повітря відбувся приблизно о 03:45, повторний ракетний удар — близько 05:40 ранку. З території Білорусі на Чернігівщині обстріляли селище Десна. Російські бомбардувальники обстрілювали безпосередньо з території Білорусі. Для цього було задіяно шість літаків Ту-22М3, які виконали пуски 12 крилатих ракет Х-22. Рубіж пуску — район міста Петриков, що неподалік Мозиря, орієнтовно за 50—60 км від державного кордону України. Бомбардувальники злітали з аеропорту «Шайківка» Калузької області РФ. Далі через територію Калузької та Смоленської областей входили в повітряний простір Білорусі. Після пуску ракет повертались в аеропорт «Шайківка» на території РФ

.

#### 26 червня
Близько 5 години ранку з території РФ вели вогонь зі ствольної артилерії по Чернігівщині у район Гірська та в один з населених пунктів Новгород-Сіверського району.

#### 27 червня
Росіяни здійснили повітряну розвідку позицій українських військ безпілотником типу «Орлан-10» у прикордонних районах Чернігівської області.

#### 28 червня
Агресор обстріляв з артилерії позиції Сил оборони у прикордонних районах Сумської та Чернігівської областей. 20:40—21:50 на прикордонні Чернігівської області зафіксували до 39 вибухів («приходів»). Вогонь вівся з території Брянської області Російської Федерації по населеному пункту Новгород-Сіверського району. Приблизно в той же час зафіксували два мінометні вибухи по прикордонню на території сусіднього населеного пункту Новгород-Сіверського району.

## Перебіг подій (2023)

### Серпень

#### 19 серпня

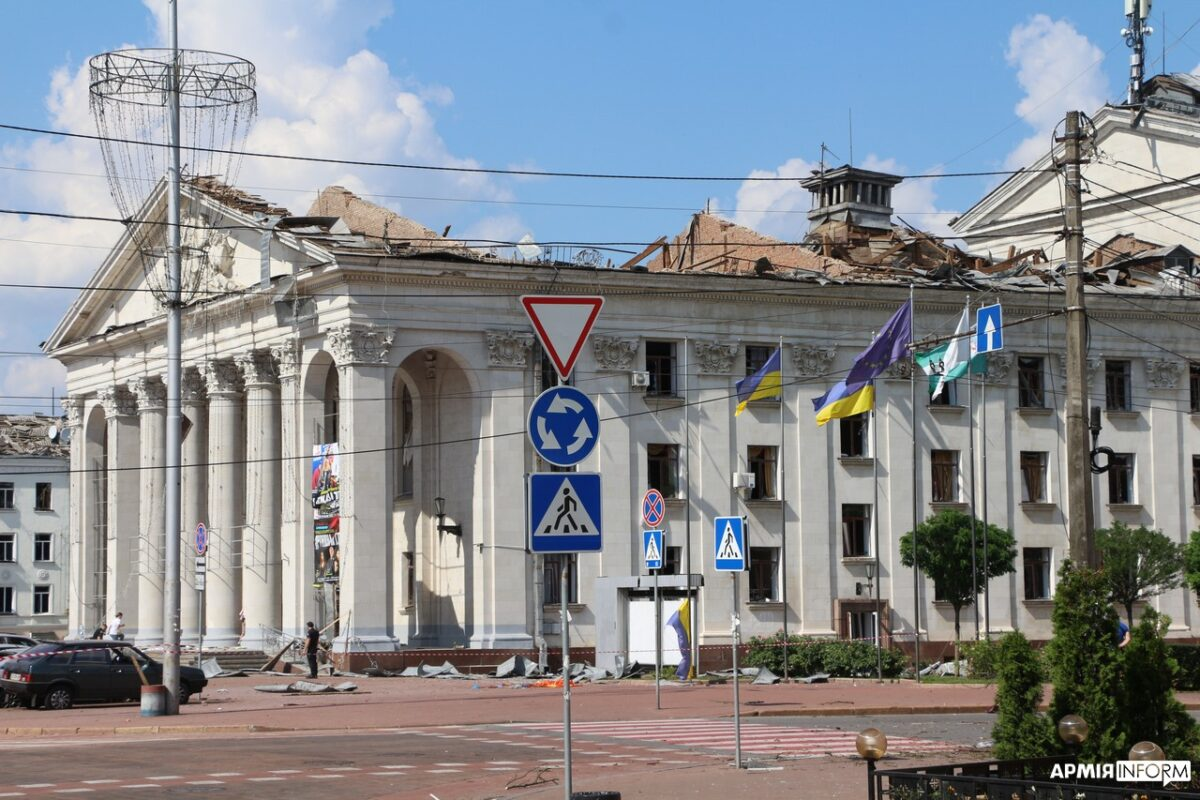
Будівля Драмтеатру після обстрілу

Вранці російські військові вдарили по центру міста новітньою крилатою ракетою 9М727 комплексу «Іскандер». Внаслідок атаки знищений дах та частина будівлі драматичного театру, пошкоджена П'ятницька церква, площа, будівлі суду, Чернігівської ОВА, магазини та інші громадські заклади. Загалом постраждало 214 осіб, з них 41 були відправлені до лікарень, 7 загиблих (серед них одна дитина 6 років). Всього внаслідок вибуху пошкоджено 66 житлових будинків, 10 адміністративних будівель та 67 транспортних засобів.
Підривач бойової частини ракети був налаштований на повітряний підрив, тому всі загиблі та переважна більшість постраждалих знаходились ззовні драмтеатру.
В місті оголосили триденну жалобу.
За фактом ракетного удару Служба Безпеки України відкрила кримінальне провадження за 438 статтею Кримінального кодексу України (порушення законів та звичаїв війни).

## Перебіг подій (2024)

### Квітень

#### 17 квітня
Відбулась ворожа повітряна атака (за попередніми даними ракетний удар) по центральній частині міста. Постраждали цивільні об'єкти. Є поранені та загиблі.

### Вересень

#### 3 вересня
В ніч на 3 вересня Чернігів та Чернігівський район атакували беспілотниками типу "Герань".
Близько 00:30 пролунало два вибухи з інтервалом приблизно 6 хвилин. Працювала система ППО, жителів закликали перейти в укриття.
ППО збило не менше п'яти дронів над Чернігівщиною, два з них – прямо над містом.
Уламки збитих дронів спричинили пожежі в нежитлових будівлях на околицях.
Двоє людей отримали легкі поранення від падіння уламків, але медична допомога їм не знадобилася.

### Вересень

#### 5 вересня
Ввечері, близько 22:52, по Чернігівській (та інших) областях було оголошено ракетну небезпеку.
О 23:04 почули "швидкісну ціль", а о 23:13 — чутний вибух у місті.
Постраждалих внаслідок атаки немає.

### Листопад

#### 6 листопада
Ввечері 6 листопада зафіксовано вибух крилатої ракети на околицях Чернігова. У місті була оголошена повітряна тривога, працювала ППО.
За даними голови Чернігівської МВА Дмитра Брижинського, постраждало двоє людей — один у тяжкому, інший у середньому стані. Їх доставили до лікарні.

## Перебіг подій (2025)

### Січень

#### 03 січня
У п'ятницю,3 січня,армія Російської Федерації завдала ракетних ударів по Чернігову,наразі(на стан 15:40 04 січня UTC+2 )відомо про щонайменше вісім постраждалих людей -один з них вже помер (це Гальонка Олексій Анатолійович-72-річний чоловік,чоловік був педагогом і кандидатом педагогічних наук,доцент кафедри філологічних дисциплін та методики їх викладання Чернігівського обласного інституту післядипломної освіти імені Ушинського)решта сім людей - поранено (п'ять з них – легкі, їм надана медична допомога по місцю.Один перебуває в лікарні в стані середньої тяжкості,ще одна-невідомо).
О 16:31 03 січня 2025 року UTC+2 начальник Чернігівської міської військової адміністрації Дмитро Брижинський написав у своєму Telegram-каналі  про вибух ракети на околицях міста.Згодом він повідомив,що російська армія здійснила груповий ракетний удар.За попередніми даними,внаслідок атаки отримали руйнування два приватні будинки .Постраждала-на той момент часу одна-цивільна людина  .
Було 3 вибухи.

### Березень

#### 15 березня
В ніч на 15 березня Чернігів атакували БпЛА типу "Герань-2".
Близько 3:24 ранку відбулося перше влучання БПЛА – дрони вибухнули біля десятиповерхового будинку а також на місцевому підприємстві. Пожежа на автостоянці була локалізована до 4:00 ранку. На той момент повідомляли про руйнування й значні пошкодження, але без жертв.
Близько 22:22 вечора сталося друге значне влучання: "шахед" вцілив у п’ятиповерхівку, ще один — у приватний сектор. Два верхні поверхи будинку були зруйновані, під завалами опинилися квартири.
Десятитоперівка: пошкоджені 65 квартир; знищено 2 автівки, пошкоджено 19.
П'ятиповерхівка: зруйновані 2 квартири; пошкоджено ще 12.
Приватний сектор: зафіксовано влучання в 12 приватних будинків; пошкоджено 19 автомобілів, знищено 3 інші; одна господарська будівля та автівка повністю знищені.

### Травень

#### 25 травня
Вранці й уночі російські війська атакували Чернігів щонайменше трьома балістичними ракетами (“Іскандер”) та приблизно восьмома дронами-камікадзе типу “Герань-2”.
Було чути вибухи на околицях міста близько другої ночі під час повітряної тривоги.
Пошкоджено мінімум 37 багатоквартирних будинків, вікна, балкони — значно пошкодженого житлового фонду.
Внаслідок обстрілів уночі загорілися склади та ангар з вугіллям, постраждали промислові підприємства й критична інфраструктура.

### Червень

#### 03 червня
У ніч на 3 червня 2025 року Чернігів зазнав нової масованої атаки російськими ударними безпілотниками "Герань-2".
Близько другої ночі пролунало щонайменше 5–6 вибухів по місту.
Згорів щонайменше один приватний будинок.
Пошкоджено:
багатоповерхівку, до 6 приватних будинків, навчальний заклад (школа), кілька магазинів та зупинку, промислове підприємство.
Також постраждали до 80 квартир, 5 автомобілів, гаражі та господарські споруди.
Пізніше стало відомо про чотирьох поранених — двоє чоловіків і двоє жінок; у чоловіків — тяжкі травми, жінки зазнали середніх або легких поранень.

#### 06 червня
Після півночі 6 червня Чернігів піддався масованому комбінованому удару: зафіксовано щонайменше 14 вибухів — це були безпілотники‑камікадзе "Герань‑2", крилаті ракети й балістична "Іскандер‑М"  .
Було пошкоджено: 22 багатоквартирні будинки та 8 приватних осель, 23 автомобілі, 5 закладів освіти, медичний заклад, торговий об'єкт, промислове підприємство, об’єкти критичної інфраструктури (енергетика, водопостачання).
Через пошкодження електромереж постраждало 39 600 абонентів — значна частина міста залишилася без світла  . Відключення електроенергії також спричинило збої в роботі насосних станцій водопроводу, через що верхні поверхи багатоповерхівок залишилися без води.
Загинуло 2 людини, яких витягли з-під завалів.
Поранені 4 особи: троє отримали допомогу на місці, одного госпіталізували — чоловіка в середньому стані.

#### 17 червня
У ніч проти 17 червня на Чернігів і область здійснено комбіновані удари — використано крилату ракету (Х-59/Х-69).
Близько 3:30 ракета влучила по околиці міста у приватний сектор та інфраструктуру.

#### 21 червня
Увечері 21 червня російські безпілотники атакували Ніжинський район та місто Ніжин. Відомо про одного загиблого. Це цивільний чоловік.
У селі Ніжинське Ніжинської громади зруйновані та пошкоджені житлові будинки, господарча будівля і гараж.